# Paravoruchia
Paravoruchia is een geslacht van wantsen uit de familie van de Miridae (Blindwantsen). Het geslacht werd voor het eerst wetenschappelijk beschreven door Wagner in 1959.

## Soorten
Het genus is monotypisch en bevat alleen de volgende soort:

- Paravoruchia dentata Wagner, 1959